# Автопортрет у віці 13 років (Дюрер)

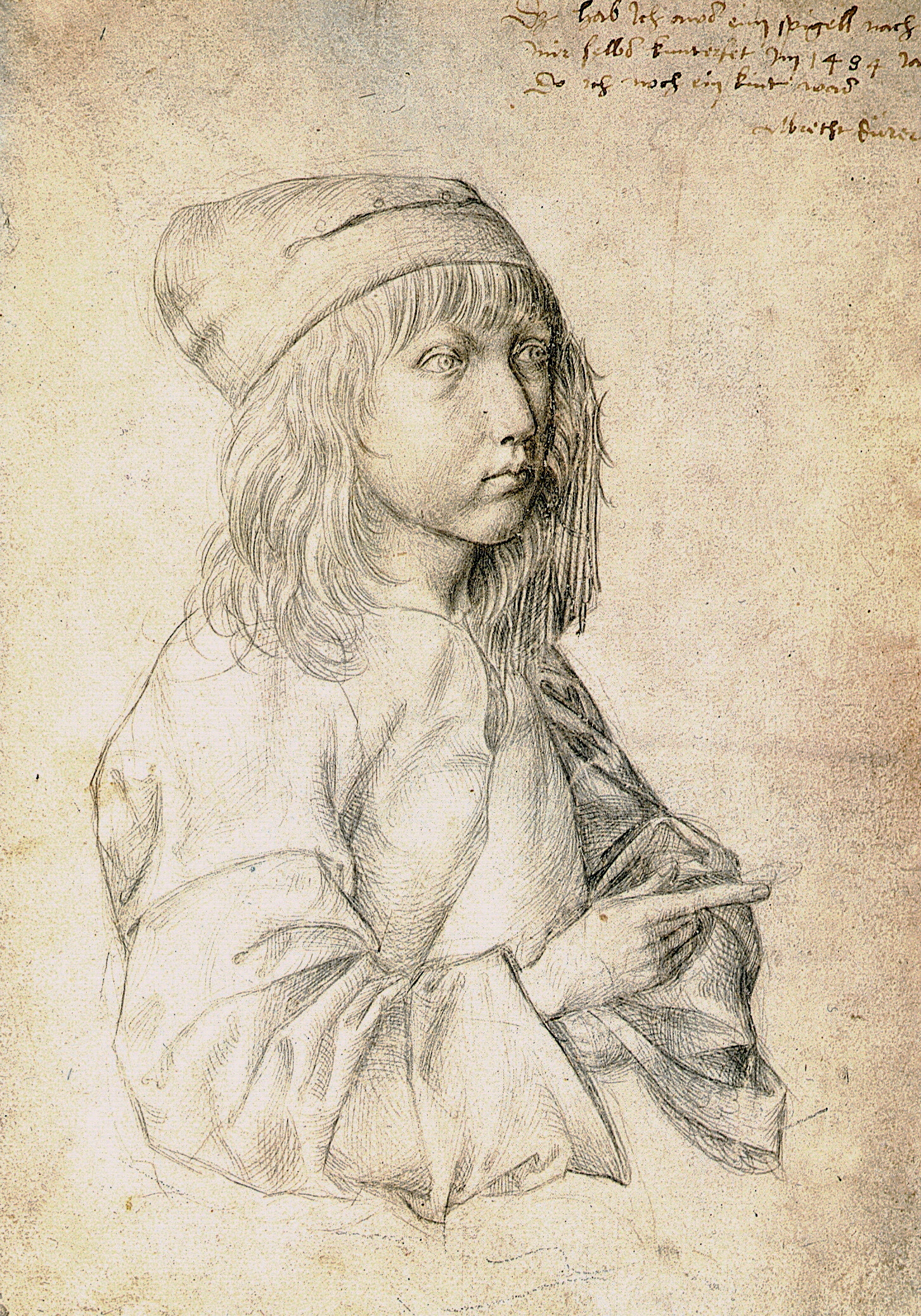

Автопортрет у віці 13 років — перший з автопортретів, виконаних Альбрехтом Дюрером. Також є одним з один з ранніх автопортретів у європейському мистецтві. Нині зберігається в галереї Альбертіна у Відні.

## Історія
Створено 1484 року. Не мав назви, лише напис рукою автора «Це я намалював із дзеркала в 1484 році, коли я був ще дитиною. Альбрехт Дюрер».
Створено за 2 роки до початку учнівства в Міхаеля Вольгемута. Висловлюється припущення, що Дюрер створив автопортрет, щоби довести батькові свою майстерність малювальника.

## Опис
Це малюнок на прямокутному щільному шорсткому папері. Художник зобразив себе впівоберта. Відчувається практику в створенні малюнків. Виконано майже без поправок, відразу і сміливо. Виконаний в складній техніці срібної голки. Не без помилок. Занадто довгий палець, яким художник вказує на власне зображення, приховану руку, яка тримає стилус, а також очі, які не мають справжнього вигляду, доводять недосконалість початківця.
Особа на портреті серйозна, зосереджена. М'якістю рис нагадує батька. Він представляє себе в улесливому світлі, з довгим шовковистим волоссям, хлопчачим і свіжим обличчям гарного зовнішнього вигляду, а також з елегантними і витягнутими пальцями. У нього по-дитячому пухкі губи, плавно окреслені щоки, пильні очі. У погляді є якась дивина: здається, що він звернений усередину самого себе. Ліва рука художника піднята, в той час як його вказівний палець, вказує на невстановлену ділянку поза рамкою зображення. На голові щільна шапочка. Хлопчик одягнений у куртку.